# 발루아의 이사벨

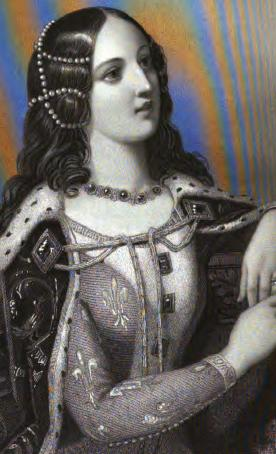
발루아의 이자벨

발루아의 이자벨(Isabella of Valois, 1389년 11월 9일 ~ 1409년 9월 13일)은 프랑스의 왕족이자 영국의 군주 리처드 2세의 왕비이다. 샤를 6세와 바이에른의 이자보 사이에서 태어난 딸로 샤를 7세, 후에 헨리 5세의 왕비가 되는 캐서린 오브 발루아는 그녀의 동생들이다. 이자벨 드 프랑스(Isabelle de France)라고도 불린다.

## 생애

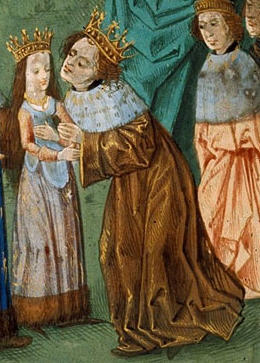
리처드 2세와 이자벨의 결혼식

1397년 7세의 나이에 프랑스와 영국 간의 평화를 위해 리처드 2세와 결혼하였다. 그러나 2년 뒤인 1399년, 리처드 2세는 헨리 볼링브로크에 의해 왕위에서 쫓겨났고, 이자벨은 윈저 성을 떠나 런던 북부 소닝에 유폐되었다. 이듬해 리처드 2세는 폰티프랙트 성에서 죽음을 맞이하였고 헨리 4세는 이자벨을 자신의 아들(훗날의 헨리 5세)와 결혼시키려고 하였으나 단념하였다. 이자벨은 지참금 없이 1401년 프랑스로 귀환하였다. 1406년 6월 29일 사촌 샤를 도를레앙과 재혼했으나 3년 뒤인 1409년 딸 잔을 낳던 도중 죽었다. 잔은 후에 알랑송 공작 장 2세와 결혼하였다.